# Conjunt del barranc de Sotllo: Estats, Sotllo, Fons i Areste
Els estanys del barranc de Sotllo són un grup de nou estanys d'origen glacial a la capçalera del riu Noguera de Cardós. La conca és de poc més de 600 ha i està orientada de nord a sud. Els estanys més destacables per la seva superfície i característiques limnològiques són els de Sotllo, Estats, Fons i Areste, tots a una altitud al voltant dels 2400 m. A més, aquests estanys es troben en una ruta d'especial interès i tradició dintre de l'excursionisme català com és l'ascensió a la Pica d'Estats (3115 m).
La conca té la meitat de superfície de tarteres i roca mare. La vegetació està formada per gespets o prats de Festuca eskia. Aquest conjunt d'estanys correspon al tipus d'estanys propis de conques amb esquists del Cambro-Ordovicià. Els àcids i les bases de l'aigua estan just en equilibri, de manera que la flora algal que hi apareix és força peculiar i diferenciada de la dels estanys dels massissos amb granodiorita, els més abundants. Són tots ultra-oligotròfics amb una gran transparència de l'aigua. No tenen vegetació aquàtica, excepte taques esparses al fons de molses del gènere Drepanocladus.
En la majoria d'ells hi viuen poblacions de granota roja (Rana temporaria), i en l'estany Fons hi ha truita comuna (Salmo trutta) fruit d'una introducció localitzada. La resta d'estanys han quedat lliures de peixos i, per tant, es troben en el seu estat natural.
En aquest moment es troben englobats dins del Parc Natural de l'Alt Pirineu. El seu estat ecològic és Bo per a l'estany Fons i Molt Bo per la resta segons la classificació de la Directiva Marc de l'Aigua.